# Francisco S. Carvajal

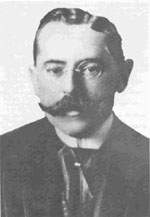
Francisco S. Carvajal

Francisco Sebastián Carvajal (* 9. Dezember 1870 in Campeche; † 20. September 1932 in Mexiko-Stadt) war ein mexikanischer Jurist und Politiker, der vom 15. Juli bis 13. August 1914 kurzzeitig Präsident Mexikos war.

## Leben
Carvajal war Jurist und hatte wichtige Positionen in der Verwaltung Mexicos während der Präsidentschaft von Porfirio Díaz inne. Unter dem diktatorisch regierenden Präsidenten Victoriano Huerta stieg er zum Außenminister auf und folgte Huerta nach dessen Rücktritt am 15. Juli 1914 im Präsidentenamt. Schon am 13. August 1914 wurde er durch Venustiano Carranza, einen Vertreter der Anti-Huerta-Koalition ersetzt und verließ das Land. 1922 kehrte er nach Mexiko-Stadt zurück und arbeitete wieder als Rechtsanwalt. Er starb 1932 in Mexiko-Stadt.